# Schloss Cluzel
Das Schloss Cluzel (französisch Château de Cluzel) im früheren Saint Eblé, heute Mazeyrat-d’Allier, im Département Haute-Loire der Region Auvergne ist eine ehemalige, mittelalterliche Burganlage des 13. Jahrhunderts.
Die Anlage wurde von Guilhem de Cluzel errichtet und blieb über 400 Jahre im Eigentum seiner Nachfahren. Im 16. und 18. Jahrhundert wurde sie mehrmals erneuert und umgebaut und kam im 17. Jahrhundert durch Heirat an die Familie La Rochefoucauld. Sie veräußerte das Schloss 1730 an Guillaume-Antoine de Bouillé, den späteren Marquis de Bouillé und Vater von François-Claude-Amour de Bouillé.
Im 19. Jahrhundert wurde das Schloss restauriert und steht heute als Inscrit Monument historique (deutsch: eingetragenes historisches Monument) unter Denkmalschutz. Es gehört zu den örtlichen Sehenswürdigkeiten mit einem großen französischen Garten des 18. Jahrhunderts, der ebenfalls denkmalgeschützt ist.